# Безрук Дмитро Андрійович
Дмитро́ Андрі́йович Бе́зрук (нар. 30 березня 1996, Великий Дальник, Біляївський район, Одеська область, Україна) — український футболіст, воротар азербайджанського клубу «Сабах».

## Життєпис

### Ранні роки
Народився в передмісті Одеси — Великому Дальнику. Починав грати у футбол у місцевій команді, яка так і називалася — «Великий Дальник». Спочатку грав у полі, а потім перейшов у ворота, де грали його дід і батько в аматорських командах.

### Клубна кар'єра
Вихованець СДЮШОР «Чорноморця», де його першим тренером був Ігор Соколовський. Із 2008 по 2011 рік провів 62 гри в чемпіонаті ДЮФЛ. У січні 2012 був внесений в офіційну заявку клубу, у складі якого до серпня 2015 року виступав за юніорську (U-19) та молодіжну (U-21) команди.
16 серпня 2015 року дебютував в основному складі «Чорноморця» в домашньому матчі Прем'єр-ліги проти луганської «Зорі», вийшовши з перших хвилин зустрічі, у якій зрештою пропустив 2 м'ячі у другому таймі. Незважаючи на це, молодий воротар у цьому матчі діяв досить успішно: «потягнув» удари впритул від Сівакова, Будківського та Караваєва, завдяки чому ввійшов до збірної туру за версією порталу Football.ua. Хорошу гру Дмитра в цьому поєдинку також відзначили й наставники обох команд — Олександр Бабич та Юрій Вернидуб. 22 серпня Дмитро зіграв у матчі 1/16 фіналу Кубку України проти клубу «Мир» (Горностаївка), зберігши ворота в недоторканності, а 30 серпня провів перший «сухий матч» у Прем'єр-лізі у виїзній грі проти «Олександрії».

### Кар'єра у збірній
Із 2012 по 2014 рік виступав за юнацькі збірні України різних вікових груп: U-16, U-17, U-18 та U-19.
У січні 2016 року вперше отримав виклик до складу молодіжної збірної (U-21), у складі якої того ж місяця став срібним призером турніру Antalya Cup, на якому провів 3 зустрічі (повний матч проти Косова й по тайму проти Саудівської Аравії та Албанії), не пропустивши жодного м'яча.

## Статистика
Станом на 21 вересня 2016 року
| Клуб                | Ліга         | Сезон   | Чемпіонат | Чемпіонат | Кубок | Кубок | Дубль | Дубль |
| Клуб                | Ліга         | Сезон   | Ігри      | Голи      | Ігри  | Голи  | Ігри  | Голи  |
| ------------------- | ------------ | ------- | --------- | --------- | ----- | ----- | ----- | ----- |
| Чорноморець (Одеса) | Прем'єр-ліга | 2011/12 |           |           |       |       | 4     | −3    |
| Чорноморець (Одеса) | Прем'єр-ліга | 2012/13 |           |           |       |       | 6     | −6    |
| Чорноморець (Одеса) | Прем'єр-ліга | 2013/14 |           |           |       |       | 9     | −13   |
| Чорноморець (Одеса) | Прем'єр-ліга | 2014/15 |           |           |       |       | 1     | 0     |
| Чорноморець (Одеса) | Прем'єр-ліга | 2015/16 | 7         | −9        | 2     | 0     | 2     | −6    |
| Чорноморець (Одеса) | Прем'єр-ліга | 2016/17 |           |           | 1     | −2    | 1     | −1    |